# Filip Dewallens

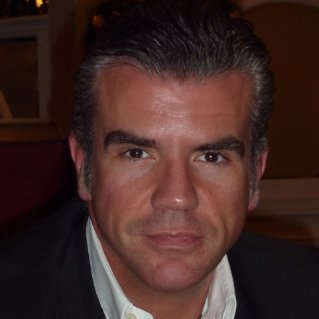
Filip Dewallens

Filip Dewallens (Leuven, 29 juli 1964) is een Belgisch advocaat en hoogleraar gespecialiseerd in gezondheidsrecht.

## Levensloop
Filip Dewallens promoveerde tot licentiaat in de rechten magna cum laude aan de KU Leuven en hij promoveerde tot doctor in de rechten op proefschrift aan de Universiteit Antwerpen . Als rechtsstudent was hij studentenvertegenwoordiger in de academische raad van de KU Leuven en lid van de Raad voor Internationale Betrekkingen van de KU Leuven. 
Hij vestigde zich als advocaat en werd managing partner van het advocatenkantoor Dewallens & partners, met vestigingen in Leuven, Brussel en Antwerpen. Hij legt zich binnen het brede domein van het gezondheidsrecht vooral toe op het ziekenhuisrecht en het bestuurlijk gezondheidsrecht. Zo begeleidde hij onder meer het fusieproces van 29 ziekenhuizen en adviseert hij permanent raden van bestuur, directiecomités, medische raden en ziekenhuisartsen. Hij was tussen 2004 en 2009 zelf ook bestuurder van Ziekenhuis Netwerk Antwerpen.Tussen 2014 en 2019 was hij lid van de raad van bestuur van de KU Leuven.
Op internationaal niveau werkte Dewallens in opdracht van het Internationaal Monetair Fonds, de Wereldbank (Macedonië 1997 en 2009; Slovenië 2004) en de Raad van Europa (Montenegro 2008 en Servië 2009). Hij adviseerde ook verschillende Belgische ministers van Sociale Zaken en Volksgezondheid. Zo was hij nauw betrokken bij de oprichting van het Federaal Kenniscentrum voor de Gezondheidszorg (KFC) en van het Fonds Medische Ongevallen.
Hij is hoogleraar medisch recht aan de Faculteit Geneeskunde van de Universiteit Antwerpen en  hoofddocent aan de Ahlec-Leerstoel van de rechtsfaculteit. Voorheen was hij ook als bijzonder gasthoogleraar verbonden aan de KU Leuven en doceerde hij internationaal gezondheidsrecht aan de universiteit van Ljubljana (Slovenië) voor het European Institute of Social Security (EISS). 
Sinds 1996 is hij voorzitter van de Vlaamse Vereniging voor Gezondheidsrecht.
Dewallens publiceerde meer dan honderd wetenschappelijke boeken en artikels en in 2014 gaf hij samen met Thierry Vansweevelt het monumentale standaardwerk Handboek Gezondheidsrecht uit in twee volumes (3430 blz.). In 2022 verscheen de tweede volledig herwerkte editie (3525 blz.).
In 2016 werd hij op basis van een enquête door Artsenkrant aangewezen als meest invloedrijke jurist in de Belgische gezondheidszorg.

## Publicaties
Hij publiceerde meer dan honderd wetenschappelijke studies en artikels, gewijd aan gezondheidsrecht en heeft in totaal bijna 300 binnen- en buitenlandse lezingen op zijn naam staan. Enkele van zijn boeken:
- “Het statuut van de ziekenhuisarts. De rechtsverhoudingen tussen ziekenhuisartsen en ziekenhuizen”, Antwerpen-Cambridge, Intersentia, 2015, 602 blz.
- ”Handboek Gezondheidsrecht “(Vol. I & II.), Antwerpen-Cambridge, 2014, 3430 blz. (samen met Thierry Vansweevelt)
- ”Het patiëntendossier”, Antwerpen-Cambridge, 2014, 183 blz. (samen met Thierry Vansweevelt)
- “De arts en zijn vennootschap. De juridische, fiscale en deontologische praktijk van vennootschappen en associaties van artsen”, Heule, UGA, 2012, 456 blz. (samen met Marc Gielis)
- "Congregationele gezondheidsinstellingen. Toekomstige structuren naar profaan en kerkelijk recht", Leuven, 1992 (samen met Rik Torfs).